# Diocesi di Idebesso
La diocesi di Idebesso (in latino: Dioecesis Idebessena) è una sede soppressa del patriarcato di Costantinopoli e una sede titolare della Chiesa cattolica.

## Storia
Idebesso, identificabile con Kozağaci nell'odierna Turchia, è un'antica sede episcopale della provincia romana di Licia nella diocesi civile di Asia. Faceva parte del patriarcato di Costantinopoli ed era suffraganea dell'arcidiocesi di Mira.
La diocesi non è menzionata in nessuna Notitia Episcopatuum del patriarcato e nessuno dei suoi vescovi è stato tramandato dalle fonti storiche, motivo per cui la sede è assente nell'Oriens christianus di Michel Le Quien.
Dal 1933 Idebesso è annoverata tra le sedi vescovili titolari della Chiesa cattolica; la sede è vacante dal 29 novembre 1967.

## Cronotassi dei vescovi titolari
- Michael Browne, O.P. † (5 aprile 1962 - 19 aprile 1962 dimesso)
- Baptist Mudartha † (6 luglio 1963 - 29 novembre 1967 nominato vescovo di Jhansi)